# Subur Vallis
La Subur Vallis è una struttura geologica della superficie di Marte.